# Сизги
Си́зги (рос. Сызги) — присілок у складі Красноуфімського міського округу (Натальїнськ) Свердловської області.
Населення — 502 особи (2010, 553 у 2002).
Національний склад станом на 2002 рік: татари — 94 %.